# ブルース・グローヴァー
ブルース・グローヴァー（Bruce Glover、1932年5月2日 - 2025年3月12日）は、アメリカ合衆国の俳優。息子は俳優のクリスピン・グローヴァー。
シカゴ出身。息子のクリスピンの発表によると、2025年3月12日に死去。92歳没。

## 出演作品
- メタル・スポイラー
- ザ・スケアクロウ
- ザ・ハルマゲドン／ワーロック リターンズ
- インサイド・アウト／ショートＳｅｘストーリー(1)
- インサイド・アウト／ショートＳｅｘストーリー(2)
- ポップコーン（ヴァーノン）
- ザ・ハウス／屋根裏の悪魔
- ハンターズ・ブラッド
- 宇宙空母ギャラクチカ
- ウォーキング・トール３／続・怒りの街（グラディ）
- スタントマン殺人事件（チャック・ジョンソン）
- キス・ミー、キル・ミー
- ウォーキング・トール２／新・怒りの街（グラディ・コーカー）
- ストリートファイター（ドティ）
- 007 ダイヤモンドは永遠に（ミスター・ウィント）
- チャイナタウン
- 罰ゲーム
- ウォーキング・トール